# 名森さえ
名森 さえ（なもり さえ、1988年11月11日 - ）は、日本の元AV女優。

## 略歴・人物
2018年3月にデビューした身長180センチのAV女優。C-more エンターテイメント所属。
2018年10月、所属事務所をCieloに移し「彩瀬自由里（あやせ じゅり）」に改名。
2019年1月一杯で引退。

## 出演作品

### アダルトDVD

#### 「名森さえ」名義
2018年
- 結婚を一週間後に控えた180cm高身長スレンダーの決意。 人妻になる前に絶頂を経験してみたくて婚約者に内緒でAVデビュー!!（3月1日、溜池ゴロー）
- 結婚して人妻となった180cm高身長スレンダー再び。 人生最高の絶頂が忘れられず旦那に内緒で初めての浮気（4月1日、溜池ゴロー）
- 下劣な上司に性接待を強要され、夫の目の前で容赦なく何度もイカされてしまう美人貞淑妻（4月20日、DOC）他出演:森川アンナ、百合川さら、川口ともか
- 180cm高身長スーパー大絶頂! 進撃のデカ女は性欲も規格外（4月27日、REAL）
- 美魔女ナンパ!!しみけんが唸らす!熟女の理性吹き飛ぶ生FUCK! 池袋西口編（5月10日、ホットエンターテイメント）他出演:岸川真衣、世羅百合花、大石澪 ほか
- ず〜っと乳首勃起させちゃう人妻乳首専門サロン（5月13日、はじめ企画）※「ともこ」名義　他出演:みさ、ななみ、みゆ
- 身長180cm ド痴女の巨人（6月21日、ROCKET）
- 人妻ナンパ自宅中出し×PRESTIGE PREMIUM 欲求不満な人妻4名in世田谷区・荒川区・中野区・新宿区 16（7月6日、プレステージ）※「さえ」名義　他出演:メイ、一条、みゆき
- ぶっかけ!OLスーツ倶楽部 3 〜超身女社長さえさんのインテリスーツとデキる女のオフィススタイル〜（7月7日、下半身タイガース）
- ビッグ・ザ・ドS女 〜私の美脚武勇伝〜（7月12日、アキノリ）
- ママさんバレー! ハイレグブルマ姿で自主練する熱心な人妻に僕のチ●ポで中出し射精応援!（7月19日、かぐや姫Pt）共演:谷原希美、伊織涼子
- 街で見つけた美脚美尻OLが赤面モデル体験 黒パンストOL固定バイブ モデル撮影会 〜制限時間40分!お客のHなリクエストポーズに応えてイキ我慢!10回イッたらパンスト破いてオマ○コ解禁罰ゲーム!!〜（7月26日、ROCKET）他出演:速海りん、七瀬あいり
- 半脱ぎデニムは拘束具 2 脱がしかけのジーパンで両足の自由を奪いそのまま力でねじ伏せ寝バック中出し!（8月7日、かぐや姫Pt）他出演:谷原希美、伊織涼子
- 素人娘の全裸図鑑 4 今時の女の子13名が恥らいながら脱衣していく様子をじっくり撮影した、変態紳士のためのヘアヌードコレクション（8月7日、かぐや姫Pt）他出演:明里ともか、羽月希、吉岡奈々子、浅倉真凛、青井いちご、青山はな、あけみみう、斉藤りこ、谷原希美、伊織涼子 ほか
- 高身長人妻が競泳水着で浮気 1（8月24日、A-style）
- 第2回 激戦 白い水着の頂上決戦 THE 2ND BATTLE 04 チームサンダー第二試合 マユ VS 名森さえ（8月24日、CF×FC キャットファイト×フェチクラブ）共演:マユ
- 愛する夫のため、私が一度だけ我慢すれば… 夫の元同僚に抱かれた高身長スレンダー妻（8月25日、ながえスタイル）
- 白い水着のプロレスラー 180cmの美人長身ファイター ニューサンダーさえ登場!（9月14日、CF×FC キャットファイト×フェチクラブ）
- 親戚のエロガキ2人を預かった夜に川の字で両乳首を責められ発情3Pしてしまう叔母（9月20日、ナチュラルハイ）他出演:二階堂ゆり ほか
- ドキュメンTV×PRESTIGE PREMIUM 家まで送ってイイですか 22（9月21日、プレステージ）※「沙耶」名義　他出演:さつき、穂奈美、あやか
- 水着だいすき 溌剌!風船スクール 2（9月21日、アキバコム）※「さえ」名義　共演:まゆ
- SM女王様をくすぐり 12 180cm高身長女王様編（9月21日、アキバコム）
- 逸材!! ド素人の人妻は、従順発情ペット（9月29日、ビッグモーカル）※「さえ」名義　他出演:みいな、いおり
- 倉多まおにレズテクで勝ったら1000万円 4人の挑戦者は倉多まおとレズりたい否ガチで犯す気満々のタチレズ素人女性たち!!（10月11日、ROCKET）※「名森紗栄」名義　共演:倉多まお　他出演:りさびっち、ネルソン仁美、S@KURA
- 第2回 激戦 白い水着の頂上決戦 THE 2ND BATTLE 05 チームサンダー決勝戦 スイレン小峰 VS 名森さえ（10月19日、CF×FC キャットファイト×フェチクラブ）共演スイレン小峰
- 痴漢師に無理やり下着をはぎ取られ漏らすまで何回もイカさせられたマキシワンピの女 2（10月25日、ナチュラルハイ）他出演:宝田もなみ、鈴木真夕、三島奈津子
- どこでもフェラさせられちゃう素人娘たち 12人（11月7日、かぐや姫Pt）他出演:明海こう、明里ともか、羽月希、吉岡奈々子、谷原希美、伊織涼子、冴島エレナ、青井いちご、斉藤りこ、成海夏季、浅美結花
- ミスした取引先のOLを強制ムキだしマ○コ謝罪（11月8日、ナチュラルハイ）他出演:
- センズリのお手伝いして下さい! 可愛い女の子に握らせて射精するまでシコらせch 5（12月10日、ブリット）他出演:高杉麻里、皆瀬杏樹、安達ひかり、城石真希、心音にこ、白咲ゆず、峰ゆり香、雛菊つばさ、鈴木さとみ、鈴木みか、澁谷果歩 ほか

2019年
- 私の足のニオイを嗅ぎなさい!!（1月5日、フリーダム）他出演:舞島あかり、五十嵐星蘭、澁谷果歩、今井まい、高杉麻里、夏樹まりな、吉川あいみ、星空もあ、ましろ杏、枢木あおい、水野朝陽、麻里梨夏
- 完全主観 ペニバンシコリ罵倒（1月5日、フリーダム）他出演:春原未来、あべみかこ、水野朝陽、北川ゆず、舞島あかり、三島奈津子、麻里梨夏、きみと歩実、小峰みこ、愛里るい、向井藍、吉川あいみ、五十嵐星蘭、枢木あおい、佐々木あき、ましろ杏、星奈あい、澁谷果歩、夏樹まりな、浜崎真緒
- エロ神みたいな高身長180cm人妻は、俺の中出しオナホール! 【チビ男と妊娠するまで膣内射精!】（1月25日、ジェントルマン）※「さえ」名義

#### 「彩瀬自由里」名義
2019年
- 今日も義父に玩具にされて…（2月1日、光夜蝶）
- 不機嫌な姉さんが僕にヤツ当たり、ついには僕のチ●ポを虐めてくるんだ。怖い怖いと思いながらも勃起しちゃってる僕を見てからかいながらザーメンタンクを空になるまで搾り取られちゃった（2月1日、NON）他出演:日向うみ、夢咲ひなみ、今井麻衣、福山美佳、西野美幸
- 騎女で痴女の彼女をM女落ちするまでやりっぱなし（2月1日、NON）
- 『綺麗な裸を残しておきたい』メモリアルヌード撮影で共演した若いモデルの他人棒を見て愛液を垂らした妻はその後中出ししてしまうのか?（2月1日、コスモス映像）※「さなえ」名義　他出演:ゆかり　※AV OPEN 2018 人妻・熟女部門エントリー作品
- 夫に内緒で…若い男をマンチラ誘惑（2月22日、人妻花園劇場）
- 私、脅迫されてます（3月1日、光夜蝶）※「自由里」名義
- お色気P●A会長と悪ガキ生徒会 (5月16日、グローリークエスト)
- 実録! 「絶対に妊娠させる男VSオチ○ポ大好きドスケベ美女」 全ては孕ませる為に!!!! 凄テクを駆使して徹底的にイカせ、ヒクヒク痙攣してきたらオマ○コ準備OKのサイン!!! オナ禁一週間の超濃厚ザーメンどっぷり大量中出し!!!!（5月17日、SCOOP）他出演:波多野結衣、橋本れいか、森下美怜